# Leon Moisseiff
Leon Solomon Moisseiff (* 10. November 1872 in Riga, Gouvernement Livland; † 3. September 1943 in Belmar, New Jersey, USA) war ein lettisch-amerikanischer Brückenbau-Ingenieur, der durch die Anwendung der Deflektionstheorie auf Hängebrücken Ansehen erwarb und durch den  Einsturz der von ihm geplanten Tacoma-Narrows-Brücke eine Tragödie erlebte.

## Leben
Leon Solomon Moisseiff emigrierte mit seiner Familie 1891 aus dem zum Russischen Kaiserreich gehörenden Gouvernement Livland in die Vereinigten Staaten. Er studierte an der Columbia University, wo er seine Ausbildung 1895 als Civil Engineer abschloss. Zu dieser Zeit erhielt er auch die amerikanische Staatsangehörigkeit.
1898 begann er seine Karriere im Bridge Department der New York City. Unter dem 1904 zum Chief Engineer für die neue Brücke über den East River ernannten Othniel Foster Nichols erarbeitete er einen Entwurf für eine stählerne Hängebrücke, bei der er die auf Joseph Melan zurückgehende Deflektionstheorie entwickelte und erstmals anwandte. Diese neue statische Berechnungsmethode ermöglichte wesentlich leichtere und folglich billigere und schneller zu bauende Hängebrücken als bisher. Mit der 1909 eröffneten und im folgenden Jahr fertiggestellten Manhattan Bridge erwarb er sich nationales Ansehen als Experte für Hängebrücken. 1910 wurde er zum Chief Engineer des Bridge Department ernannt. 1915 eröffnete er sein eigenes Büro als Consulting Engineer.
Er war an der Planung zahlreicher anderer Hängebrücken beteiligt, wie z. B. der
- Benjamin Franklin Bridge (früher: Delaware River Bridge) zwischen Philadelphia, Pennsylvania und Camden, New Jersey, als Entwurfsingenieur;[5]

und als beratender Ingenieur für die
- Ambassador Bridge zwischen Detroit, Michigan, USA und Windsor, Ontario, Kanada;[6]
- George Washington Bridge über den Hudson River in New York City;[7]
- Bronx-Whitestone Bridge über den East River in New York City;
- San Francisco – Oakland Bay Bridge;[8]
- Golden Gate Bridge in San Francisco.[9]

Als der erste Entwurf der Tacoma Narrows Bridge durch Clark Eldrige als zu teuer angesehen wurde, bot Leon S. Moisseiff an, einen Entwurf für eine billigere Brücke zu erstellen. Die dann von ihm geplante und zwischen 1938 und 1940 gebaute Brücke war die drittlängste Hängebrücke und außergewöhnlich schmal und leicht gebaut. Unmittelbar nach der Eröffnung zeigte sie ihre Anfälligkeit für Wind durch Schwingungen und Verwindungen, was ihr den Spitznamen Galloping Gertie einbrachte. Nach nur vier Monaten verursachte ein stürmischer Wind so starke Schwingungen, dass die Brücke am 7. November 1940 einstürzte. Diese damals noch so gut wie nicht verstandene, aber großes Aufsehen erregende Katastrophe beendete die Karriere des knapp 68-jährigen Leon S. Moisseiff. Er starb drei Jahre später in seinem Wohnort Belmar südlich von New York City.